# Kangilinnguit
Kangilinnguit, (på dansk: Marinestation Grønnedal), (lokaliseret ca. 61.14°N, 48.06°V) var en dansk marinestation,  beliggende i Sermersooq Kommune i Vestgrønland, tæt på den nedlagte kryolitmine ved Ivittuut. Grønnedal bestod af Grønlands Kommando samt en række boliger med tilknytning hertil, men efter sammenlægningen den 31. oktober 2012 af Grønlands Kommando og Færøernes Kommando til Arktisk Kommando i Nuuk, blev Grønnedal lukket 6. september 2014.
I 2006 boede der omkring 230 personer. 
I 1995 dukkede en række skandaler op til overfladen vedrørende inhumane indvielsesritualer, hvor menige blev udsat for forskellige krænkelser på marinestationen. Disse var med til at starte en generel diskussion om indvielsesritualer i forsvaret.
Stedet blev oprindeligt oprettet af amerikanerne i 1942, under 2. verdenskrig, som marinestation for at beskytte kryolitbruddet. Amerikanerne kaldte basen for Bluie West Seven.
Bygden Arsuk, der ligger nær Ivittuut, hed under 2.verdenskrig Bluie West Two.

## Socialvæsen
Bygden har en skole, kaldet Ivittuut skole, der blev bygget i 1982 og ligger sammen med kommunens hovedadministration. Der er også børnehave i forbindelse med skolen. Undervisningen dækker 1. til 10. klassetrin, men på grund af få elever deles eleverne ind i kun to klasser. Skolen har to lærere og nogle vikarer.

## Links
- Marinestationen beskrevet på forsvaret.dk